# Novinski
Novinski (en rus: Новинский) és un poble (un possiólok) de l'óblast d'Astracan, a Rússia, segons el cens del 2010 tenia 245 habitants.